# Helius (Rhampholimnobia) reticularis
Helius (Rhampholimnobia) reticularis is een tweevleugelige uit de familie steltmuggen (Limoniidae). De soort komt voor in het Oriëntaals gebied.